# Accademia Sharoff
L'Accademia d'arte drammatica "Pietro Scharoff", inizialmente denominata Libera Accademia di Teatro, è stata la prima scuola privata di recitazione, fondata nel 1946 a Roma da Aldo Rendine e la prima ad usare il metodo Stanislavskij, che il fondatore apprese da Pietro Sharoff, insegnante dell'Accademia stessa, al quale venne poi intitolata dopo la morte. La scuola ha interrotto le attività nel giugno del 2018.
Tra i suoi allievi più celebri ci sono stati Maurizio Arena, Carmelo Bene, Lina Wertmüller, Franca Valeri, Valeria Valeri, Anna Mazzamauro, Silvano Tranquilli, Riccardo Cucciolla, Sergio Ammirata e Giampiero Ingrassia.
L'attore ed ex-allievo Lando Buzzanca è stato presidente onorario.